# 王凯利
王凯利（英語：Kailee Wong，1976年5月23日—），原美式足球线卫，曾效力于国家橄榄球联盟的明尼苏达维京人队与休斯敦德州人队。王凯利出生于美国俄勒冈州尤金，父亲有着华裔与夏威夷原住民血统，母亲则有着欧洲血统。
他大学时在斯坦福大学打球，1998年选秀中被维京人队于第二轮第51顺位选中。此后在此效力了四个赛季，2000赛季完成职业生涯最高的134次擒抱与112次拦截。2002年转会至德州人队，此后表现最佳的为2004赛季，完成了71次擒抱、5.5次擒杀与3次截球。此外他以在德州人队的15次擒杀创下了球队纪录。2006赛季结束后他宣布退役。他的妻子玛丽萨·洛佩兹（Marissa Lopez）是著名主持人、好莱坞男星马里奥·洛佩兹（Mario Lopez）的妹妹。